# Gemmi
(Johann Wolfgang von Goethe, Bain de Loèche, 9 novembre 1979, ai piedi della Gemmi)
La Gemmi è una montagna delle Alpi Bernesi che sovrasta Leukerbad. È una parete di roccia di 900 metri, invalicabile agli occhi del turista che visita la prima volta Leukerbad. Ma in questa parete si nasconde un sentiero sinistro, che da Leukerbad conduce fino al passo della Gemmi, a 2 300 m s.l.m.. Tale sentiero veniva utilizzato già nel Medioevo: era l'unico collegamento tra il Canton Vallese e il Canton Berna, tra il Nord e il Sud della Svizzera. Era attraversato da mercanti, viandanti, soldati, ma anche da persone di spicco come Mark Twain, Lenin e Pablo Picasso. 
Ora è un sentiero di media difficoltà: il percorso è ben segnalato e in due ore porta fino al passo della Gemmi.
In estate sono numerose le passeggiate in questa regione, sia intorno al lago, sia una capanna alpina, sia fino a Kandersteg. Offre una vista sulle Alpi Vallesane, con una veduta su Cervino, Dent Blanche e la regione del Monte Bianco. In inverno vi si praticano lo sci di fondo (25 km di piste) e la slitta attorno al lago Daubensee. È possibile anche praticare passeggiate con le racchette.
| Controllo di autorità | GND (DE) 4071700-8 |